# Bredegöl (Näshults socken, Småland)
Bredegöl är en sjö i Vetlanda kommun i Småland och ingår i Emåns huvudavrinningsområde. Sjön är 3,3 meter djup, har en yta på 0,044 kvadratkilometer och är belägen 180 meter över havet.